# Alberto Argañaraz
Alberto Ezequiel Argañaraz (Tucumán, Argentina, 13 de noviembre de 1991), más conocido como Beto Argañaraz, es un futbolista argentino.

## Trayectoria

### Atlético de Tucumán
Surgido en las divisiones inferiores del Club Atlético Tucumán fue convocado a trabajar con el plantel superior en tiempos en el que el decano jugaba en primera división. Su primera oportunidad de mostrarse la obtuvo de la mano de Juan Manuel Llop, jugando una mitad del partido en el que el decano cayó ante Defensa y Justicia por 1 a 0.
En la siguiente temporada el entrenador del decano, Ricardo Rodríguez, confía en su capacidad y lo suma a su proyecto para luchar por un lugar. Dispone de algunas oportunidades y logra convertir su primer tanto con el plantel superior.

### San Jorge de Tucumán
Sin lugar en Atlético es cedido en 2014 a San Jorge para que disputara el Torneo Federal A, sin embargo solo jugó 6 partidos convirtiendo un gol. Su primer partido lo jugó ante San Martín de Tucumán, convertiría su primer gol a Juventud Antoniana en el empate 1 a 1.
El 2015 sería su mejor año en lo personal ya que empezó a mostrarse como un sólido delantero, marcando muchos goles pero las fallas defensivas hicieron que su equipo alguna veces perdiera. Convirtió su primer doblete en su carrera en la victoria 5 a 2 ante Américo Tesorieri. En 2015 jugo 32 partidos con 15 goles, y con su equipo tiene jugado 38 partidos con 16 goles.

### Concepción F.C.
El equipo tucumano que volvía a jugar el Federal A después de muchísimo tiempo, apostó al joven goleador para armar un equipo competitivo para ascender a la B Nacional. En lo general el equipo logró avanzar de fase entrando por la ventana (fue el último equipo en clasificar a la segunda ronda) en donde Alberto tuvo pocos partidos (tan solo 7) y anotó 1 gol, frente a Unión Aconquija en la derrota 3-1 y en donde el conjunto tucumano quedó eliminado en el camino al segundo ascenso al Nacional B

### Sportivo Rivadavia (Venado Tuerto)
Ante la poca continuidad, se marchó a Rosario, pero las lesiones siguieron y le impidieron jugar con normalidad. Jugó solo 3 partidos por el Torneo Complementario y decidió regresar a su Tucumán natal.

### Club Amalia
Al regresar se dio el lujo de jugar 1 solo partido del Federal C antes de que Amalia volviera a las ligas regionales. En la Liga Tucumana 2017/18 anotó su primer gol frente al Club Sportivo Guzmán, lo que dio gran expectativa a la gente. Sin embargo sería su único gol en el torneo, dando 6 asistencias.

### Deportivo El Galpón
En 2019 firma para el club salteño de la localidad de Metán, en el cual jugó 17 partidos cuajando 4 goles.

## Clubes y estadísticas
| Club                       | Temporada      | Liga  | Liga  | Copa Nacional | Copa Nacional | Copa Internacional | Copa Internacional | Total | Total |
| Club                       | Temporada      | Part. | Goles | Part.         | Goles         | Part.              | Goles              | Part. | Goles |
| -------------------------- | -------------- | ----- | ----- | ------------- | ------------- | ------------------ | ------------------ | ----- | ----- |
| Atlético Tucumán           | 2011-2012      | 1     | 0     | -             | -             | -                  | -                  | 1     | 0     |
| Atlético Tucumán           | 2012-2013      | 9     | 1     | 3             | 0             | -                  | -                  | 12    | 1     |
| Atlético Tucumán           | Total          | 10    | 1     | 3             | 0             | -                  | -                  | 13    | 1     |
| San Jorge                  | 2014           | 6     | 1     | -             | -             | -                  | -                  | 6     | 1     |
| San Jorge                  | 2015           | 31    | 15    | 1             | 0             | -                  | -                  | 32    | 15    |
| San Jorge                  | Total          | 37    | 16    | 1             | 0             | -                  | -                  | 38    | 16    |
| Concepción F.C.            | 2016           | 7     | 1     | 0             | 0             | -                  | -                  | 7     | 1     |
| Concepción F.C.            | Total          | 7     | 1     | 0             | 0             | -                  | -                  | 7     | 1     |
| Rivadavia de Venado Tuerto | 2016           | 3     | 0     | 1             | 0             | -                  | -                  | 4     | 0     |
| Rivadavia de Venado Tuerto | Total          | 3     | 0     | 1             | 0             | -                  | -                  | 4     | 0     |
| Amalia                     | 2017-2018      | 15    | 1     | 1             | 0             | -                  | -                  | 16    | 1     |
| Amalia                     | Total          | 15    | 1     | 1             | 0             | -                  | -                  | 16    | 1     |
| El Galpón                  | 2019           | 11    | 4     | -             | -             | -                  | -                  | 11    | 4     |
| El Galpón                  | 2020           | 2     | 0     | -             | -             | -                  | -                  | 2     | 0     |
| El Galpón                  | 2020-2021      | 4     | 0     | -             | -             | -                  | -                  | 4     | 0     |
| El Galpón                  | Total          | 17    | 4     | -             | -             | -                  | -                  | 17    | 4     |
| Marcador Total             | Marcador Total | 89    | 23    | 6             | 0             | 0                  | 0                  | 95    | 23    |